# Slatyne
Slatyne (ukrainisch Слатине; russisch Слатино Slatino) ist eine Siedlung städtischen Typs im Norden der ukrainischen Oblast Charkiw mit etwa 6500 Einwohnern (2015).

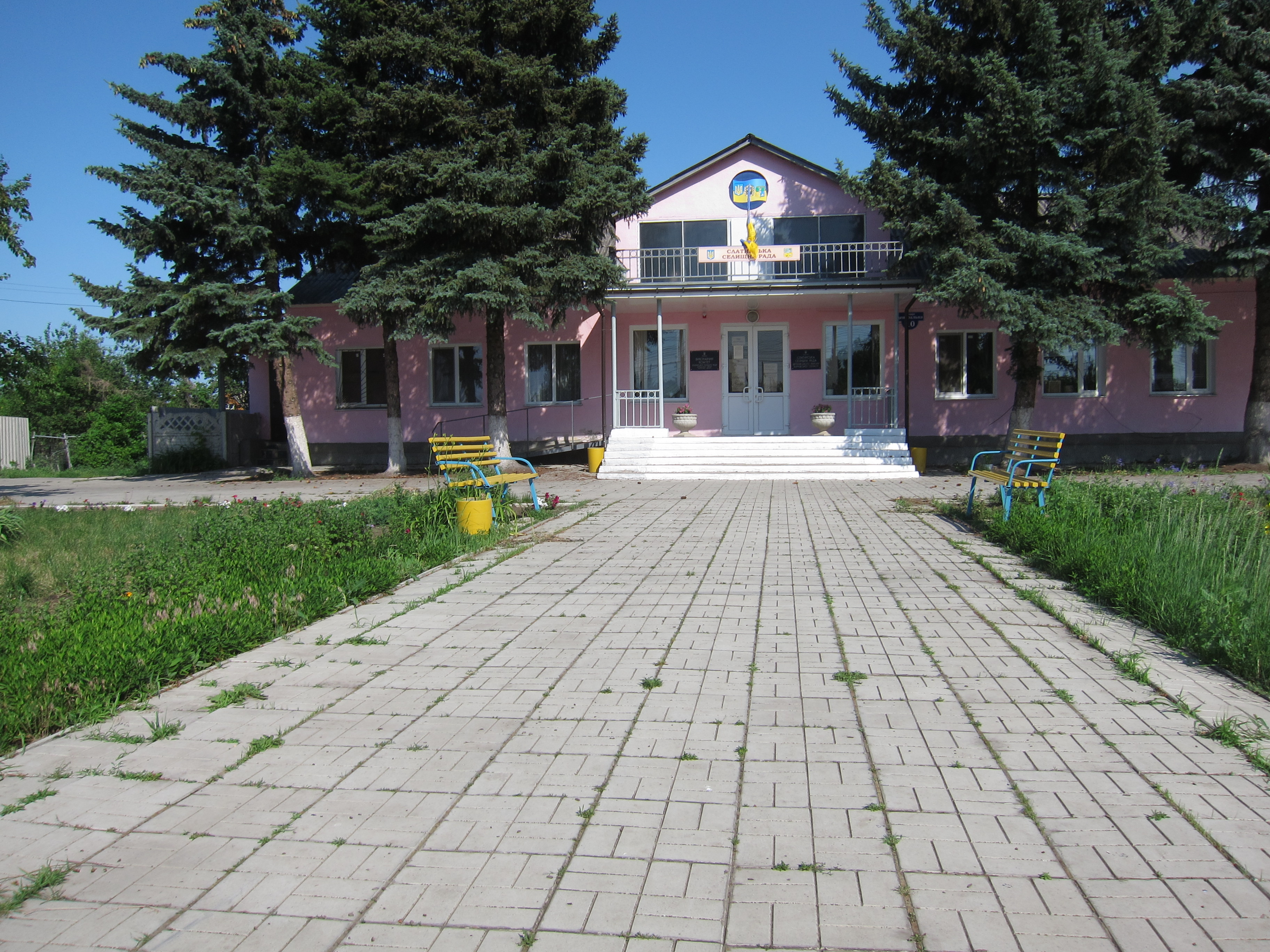
Haus der Ortsverwaltung

Die Ortschaft wurde 1913 gegründet und  besitzt seit 1957 den Status einer Siedlung städtischen Typs.
Slatyne liegt größtenteils am linken Ufer des Lopan (Лопань), einem 96 km langen Nebenfluss des Udy und an der Territorialstraße T–21–17 13 km nördlich vom ehemaligen Rajonzentrum Derhatschi und 28 km nördlich vom Oblastzentrum Charkiw.
Am 12. Juni 2020 wurde die Siedlung ein Teil der neu gegründeten Stadtgemeinde Derhatschi im Rajon Derhatschi; bis dahin bildete es zusammen mit dem Dorf Solonyj Jar (Солоний Яр) die Siedlungsratsgemeinde Slatyne (Слатинська селищна рада/Slatynska selyschtschna rada) im Norden des Rajons Derhatschi.
Am 17. Juli 2020 kam es im Zuge einer großen Rajonsreform zum Anschluss des Rajonsgebietes an den Rajon Charkiw.